# International Fur and Leather Workers Union
Die International Fur and Leather Workers Union (IFLWU) war eine Gewerkschaft der Arbeiter in der Pelzindustrie und der Lederindustrie der Vereinigten Staaten und Kanadas.
Von Anfang an spielten radikale Organisatoren eine Rolle in den nordamerikanischen Gewerkschaften, darunter Kommunisten der US-Arbeiterbewegung (1919–1937). In den 1920er Jahren übernahmen Kommunisten gewaltsam deren Kontrolle und wurden gleichzeitig eine der wichtigsten Stützen der amerikanischen Arbeiterbewegung. Die Kommunisten setzten bei Auseinandersetzungen Stoßtrupps ein, eine Art paramilitärischer Avantgarde, mit Messern, Gürteln und Spießen bewaffnet. Der aktivste, radikalste und sich lange Zeit zu den Kommunisten zugehörig zählende Arbeiterführer war Ben Gold, seit 1935 Gewerkschaftspräsident, der in den 1940er Jahren durch gemäßigtere Männer abgelöst wurde.

## Geschichte
Im Jahr 1937 trat die IFLWU aus der American Federation of Labor aus und trat dem neuen, von John L. Lewis geführten, „Congress of Industrial Organizations“ (CIO) bei. Anfang 1983 bedankten sich die Zurichter aus Newark für die Unterstützung durch die IFLWU. Bereits im Jahr 1919 war eine Vereinigung der Gewerkschaften der Arbeiter der Lederindustrie mit denen der Pelzindustrie erwogen worden. Im April 1938 erfolgte dann ein erfolgreicher Antrag auf ein Zusammenlegen der „National Leather Workers Union“ mit der International Fur and Leather Workers Union.
Insbesondere für die Lederarbeiter bedeutete der Zusammenschluss eine mächtige Stärkung ihrer Position. In den Jahren 1938/1940 hatten die Lederarbeiter von Chicago mit der IFLWU nach 30 Jahren ihren ersten erfolgreichen Streik. Besonders um 1943, während des Zweiten Weltkriegs, gab es dann in den Kreisen der Lederindustrie lokale Aktionen mit dem Ziel, die Arbeiter vom Eintritt in die IFLWU abzuhalten, da sie von „Kommunisten und Juden“ kontrolliert würden. Die Mehrheit der Mitglieder der IFLWU beschloss daraufhin in einem Referendum, dass die Gewerkschaft jedem Mitglied die gleichen Grundrechte zusichere, in Bezug auf Rasse, Glaubensbekenntnis („creed“), Hautfarbe, Religion oder politischer Überzeugung.
Gegen Ende des Zweiten Weltkriegs erzielte die International Fur and Leather Workers Union besondere Fortschritte für ihre Mitglieder. Sie konnte nicht nur Lohnsteigerungen durchsetzen, sondern beispielsweise in der Lederindustrie Jahresendgratifikationen (viele davon in Form von Kriegsanleihen), bezahlte Urlaubstage, bezahlte Ferientage (für „vacations“ und „holidays“), besondere Vergütung für die Arbeit an größeren Häuten, Bonusse für die zweite und die dritte Arbeitsschicht, Krankenhauskosten, Krankengeld, Pläne für eine Lebensversicherung, kostenlose Stiefel, Schürzen, Handschuhe usw. Zu Anfang des Krieges war nur eine Minderheit der in kanadischen Pelzfirmen Beschäftigten lokal organisiert, zum Ende des Krieges wurde fast jedes der wichtigsten Pelzzentren durch Verträge mit der IFLWU beherrscht.
Eine grundsätzliche Wende brachte das 1947 in den Vereinigten Staaten verabschiedete „Taft-Hartley-Gesetz“, das eine erhebliche Verschlechterung der Position aller Gewerkschaften bedeutete. Die IFLWU bezeichnete es als eine „bösartige, faschistische Gesetzgebung“, als „komplette Zerstörung der Gewerkschaftsbewegung“. Unter anderem gab es jetzt erneut immer wieder Auseinandersetzungen um die Vereinbarungen, das in der Saison höhere Löhne gezahlt wurden als in der branchentypischen arbeitsärmeren Zeit. Während des Krieges war diese bereits über mehrere Jahrzehnte bestehende Vereinbarung außer Kraft gesetzt worden. Nun vereinbarten Arbeitgeber mit jedem Mitarbeiter nach Ablauf der Saison einzeln einen Vertrag, wurde er nicht akzeptiert, erfolgte die Kündigung.
1948 trat der ehemalige CIO-Berater Lee Pressman in die Kanzlei von Joseph Forer ein, einem in Washington ansässigen Anwalt, der zusammen mit vier anderen den Vizepräsidenten Irving Potash der IFLWU vertrat. Dies waren Gerhard Eisler (österreichisch-deutscher Journalist und Politiker der DDR, sowie angeblich der oberste sowjetische Agent in Amerika); Ferdinand C. Smith, Sekretär der National Maritime Union, Charles A. Doyle von der Gas-, Koks- und Chemiearbeitergewerkschaft und John Williamson, Sekretär der Kommunistischen Partei USA. Am 5. Mai 1948 erzielten Pressman und Forer einen vorübergehenden Beschluss, dass ihre von einer Abschiebung bedrohten Mandanten Anhörungen abhalten können, die nicht mit den Ermittlungen und Strafverfolgungsmaßnahmen des Einwanderungs- und Einbürgerungsdienstes befassten Inspekteuren in Beziehung stehen.
Zwischen 1949 und 1950, als die Spannungen im Kalten Krieg zunahmen, beschuldigte der CIO-Gewerkschaftsbund die IFLWU und zehn weitere Gewerkschaften als „kommunistisch dominiert“.
Im Jahr 1955 löste die International Fur and Leather Union sich mit dem Beitritt in die Gewerkschaft der „Amalgamated Meat Cutters and Butcher Workmen of North America“ („Amalgamated Meat Cutters“) auf.